# Militar

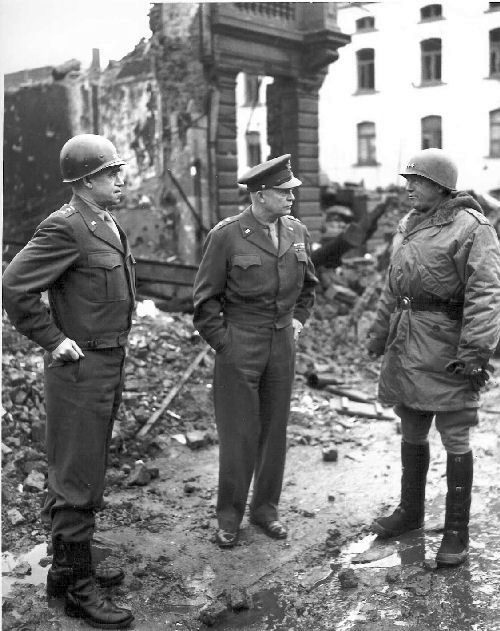
Els militars Bradley, Eisenhower i Patton durant la Segona Guerra Mundial

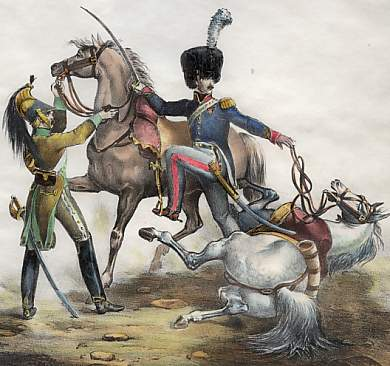
El general Rémi Joseph Isidore Exelmans, un militar del

Un militar és un individu que forma part d'unes forces armades, al si de les quals ocupa un lloc en la jerarquia, potser amb un grau militar, i que, en servei, s'identifica mitjançant l'ús d'uniforme militar. Per tant, no és militar qui pertany a qualsevol grup armat més o menys organitzat, sinó només qui és membre d'unes forces armades dependents d'un estat, siguin aquestes majoritàriament professionals o formades per ciutadans reclutats (cas de la mili, servei militar obligatori). Aquestes forces «no militars» es coneixen precisament com a paramilitars. D'acord amb el dret internacional de guerra, però, els membres d'exèrcits insurgents poden ser considerats militars, sobretot si depenen d'una autoritat central establerta que reclama l'autoritat sobre determinat territori, i, com a precondició indispensable, si s'identifiquen amb algun tipus d'uniforme.
El terme militar pot fer referència, a banda dels individus, a les institucions, instal·lacions, equipaments, vehicles i tot allò que formi part de forma directa i inseparable de les Forces Armades o exèrcit, creat i organitzat amb la missió fonamental, però no exclusiva, de defensar la integritat territorial i la sobirania de l'estat al qual pertanyi per mitjà de l'ús de la força i les armes en cas que fos necessari.
La doctrina que defensa la primacia de l'exèrcit en la societat rep el nom de militarisme.

## Etimologia i significat
El terme «militar» prové del llatí militarius, de miles (genitiu militis) que significa «soldat».
Emprat com a substantiu, el mot, en català, professa diferents significats, si bé que l'ús més comú es refereix a una persona que professa la milícia, també hi cal afegir altres significacions: Antigament el mot militar era equivalent al mot Cavaller, I com a militar es designava a les persones que formaven el braç militar a les corts de la Corona d'Aragó
Emprat com a adjectiu, el mot pren el significat de Relatiu o pertanyent a la milícia, a la guerra., o bé, antigament, pertanyent o relatiu als cavallers
Com a verb, el mot pren dues accepcions diferents: Servir en la guerra, o bé, tot desvinculant-se dels significats anteriors, Participar activament en un moviment polític, ideològic, artístic, etc., especialment ésser membre actiu d'una organització política o sindical

## Història
La figura del guerrer ja és present a la prehistòria, en l'inici de les societats humanes, així com els enfrontaments entre grups d'humans, inicialment provocats dins d'un context envers la lluita per la supervivència. A l'inici en les societats recol·lectores-caçadores tot membre del clan era partícip de la defensa d'aquest. Amb tot a mesura que evoluciona l'ésser humà les societats que forma també evolucionen apareixen l'especialització de tasques i la diferenciació entre els diferents individus que l'integren, formant-se d'aquesta manera les diferents castes o classes socials. D'entre aquestes, la casta guerrera o militar, ha estat, normalment, situada dins les classes dominants de la societat, degut, principalment, a les necessitats de defensa, o supervivència de la societat de la qual formen part.
Tot i que es força discutit quan aparegueren les primeres guerres, és molt probable que aquestes fossin fruit de l'especialització de les diferents grups d'humans en l'aparició de l'agricultura, fet que creà una primera divisió entre grups agricultors i caçadors, essent el primers sedentaris i el segons nòmades. En períodes de fam és molt probable que els grups caçadors ataquessin els poblats d'agricultors, fent que aquests últims s'haguessin d'organitzar per a la defensa. D'aquesta manera, és a les societats agricultores on la divisió de tasques i les divisions socials es comencen a fer patents, quan apareix la figura del soldat.
Les restes arqueològiques més antigues que es tenen d'una batalla són datades d'entre 12.000-14.000 anys d'antiguitat, al Nil sudanès (en una àrea nomenada cementeri 117), lloc en el qual s'hi trobaren gran nombre de cossos, molts dels quals presenten puntes de sageta incrustades.
Molt del que coneixem de la història antiga fa referència a fets militars: conquestes, moviments i innovacions tecnològiques. Hi ha moltes raons que expliquen aquest fet; en l'antiguitat es donaren molts regnes i imperis l'arrel dels quals s'assentava en el poder militar i la força. Les armes i armadures són dissenyades per ser robustes i duradores, i fabricades en gran nombre, motiu pel qual moltes restes recuperades són d'aquest tipus. Quan s'inventà l'escriptura aquesta fou emprada pels reis per tal de descriure la seva grandesa tot incidint en les seves conquestes i victòries. Així mateix els escrits de la gent comú també tendeixen a descriure èxits i fracassos militars. Com més gran fos la batalla i la conquesta, més probable era que se'n fes un relat, com, per exemple, els poemes d'Homer respecte de la Guerra de Troia, o bé cançons o obres d'art.
A Europa es considera que primer exèrcit professional estable que es va constituir es feu en l'Imperi Romà, amb les formacions de les Legions (el terme llatí legio significa lleva); fins a aquell moment, els exèrcits eren inestables, es formaven per a campanyes particulars, i no hi havia militars professionals, sinó persones reclutades voluntàriament o per força, que després del final de la campanya eren retingudes o eren deixades anar.
Però el militar, entès com la persona que fa de la milícia la seva professió, sorgí a Europa durant el Renaixement, amb l'aparició dels exèrcits professionals al servei dels nous estats moderns, consolidant-se durant els segles XVII i xviii. la posterior creació de les escoles militars feu que l'exercici de les armes prengués un aire netament professional.

## Història militar

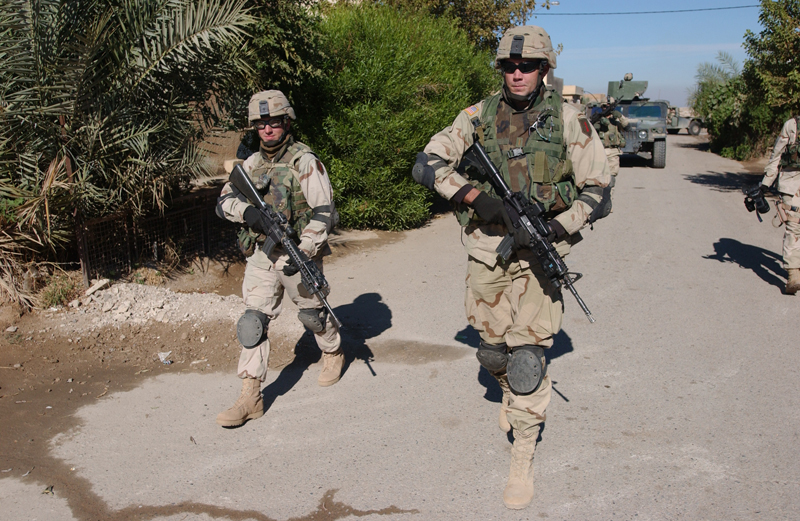
Soldats americans patrullant a l'Irak

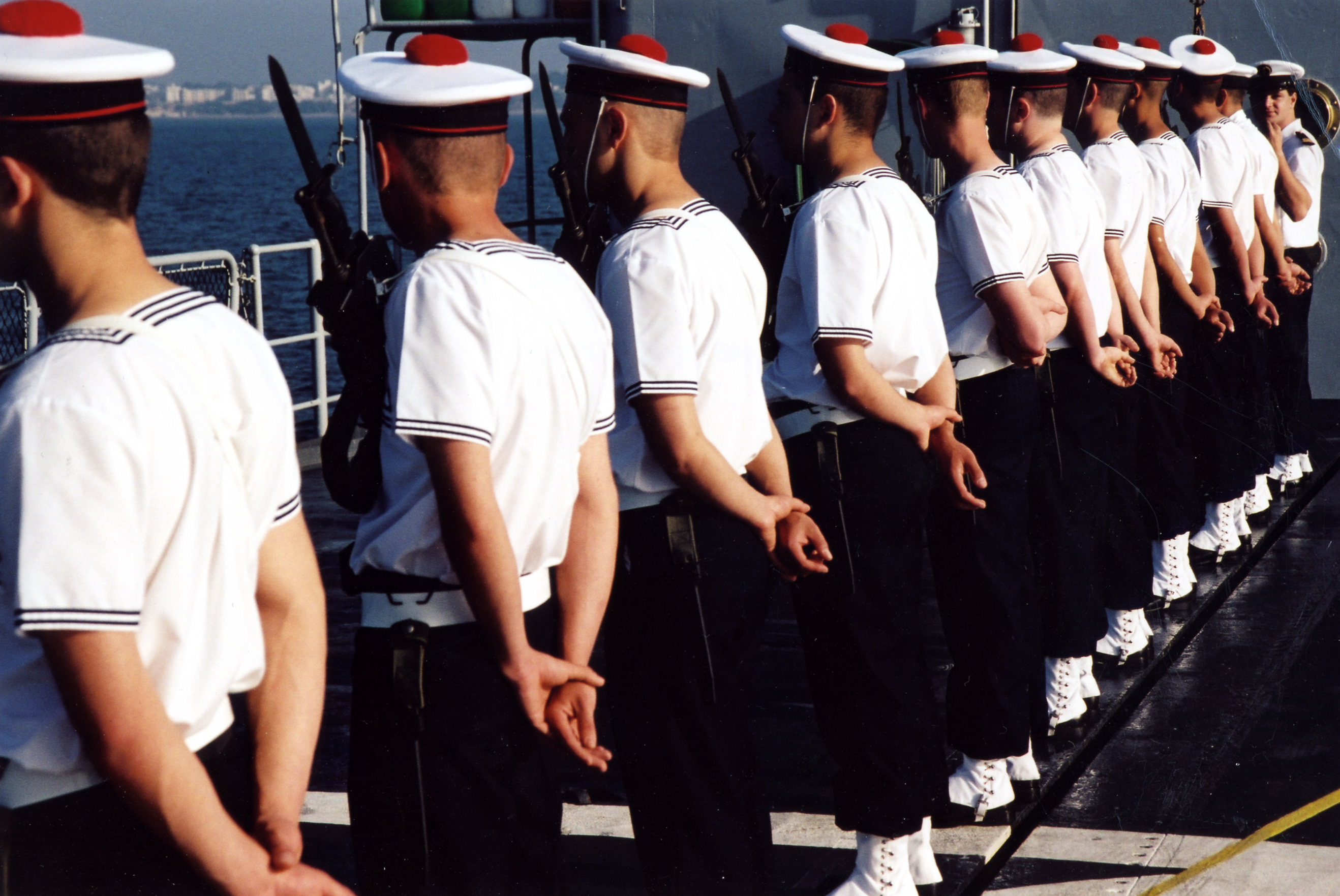
Mariners francesos

Sovint, es considera com a història militar a la història de tots els conflictes, no solament la història dels estats militars. La diferència respecte a la història de la guerra radica que la història militar se centra més en les persones i les institucions, mentre que la història de la guerra tracta l'evolució de la guerra en si mateixa, vista com a evolució en tecnologia, governs i geografia. La història militar té una sèrie de propòsits, entre ells per exemple aprendre de situacions i errors del passat per poder realitzar una labor bèl·lica més efectiva en el futur, crear un sentiment de tradició militar per crear forces militars cohesionades o aprendre a prevenir la guerra d'una forma eficaç. El coneixement humà en matèria militar es basa àmpliament en la història oral i escrita dels conflictes militars, els exèrcits i armades participants, i més recentment, les forces aèries.
Els historiadors professionals normalment es concentren en els fets militars que han tingut un major impacte en les societats que s'han vist embolicades, mentre que els historiadors aficionats presten més atenció a detalls de les batalles, equipament o uniforme. Els historiadors s'encarreguen de narrar aquests esdeveniments, mitjançant escrits o d'altres formes.

## Tecnologia militar

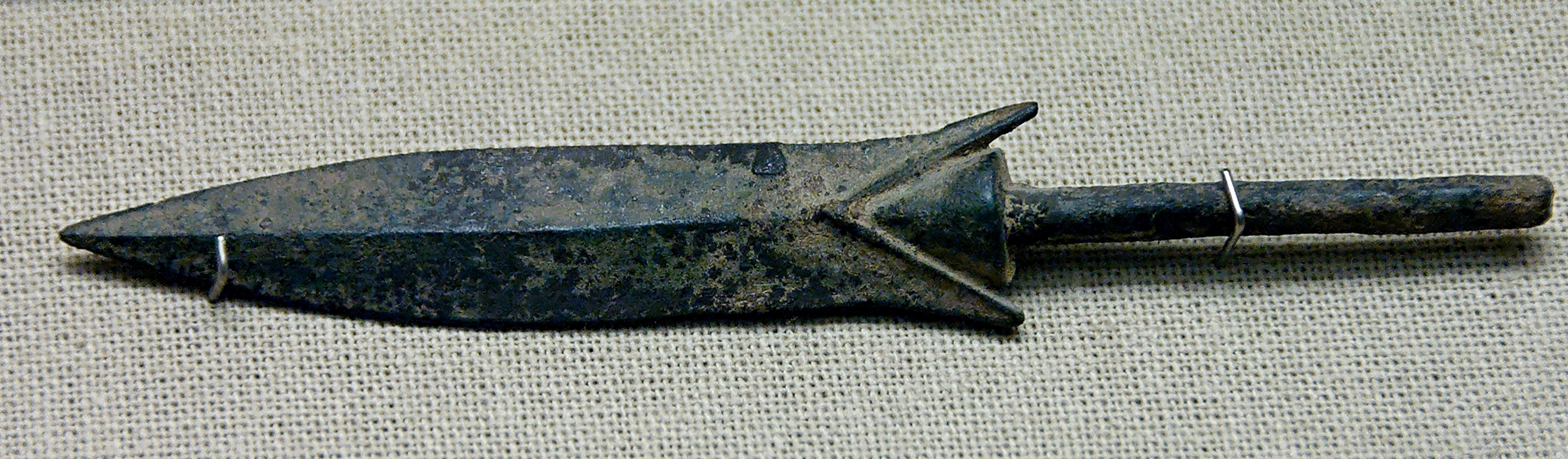
Punta de sageta. Bronze,. Trobada a Olint, Península Calcídica.

Igualment com amb moltes altres ocupacions, des dels temps antics els militars s'han distingit d'altres membres de la societat per part de les seves eines, les armes militars i equipament militar utilitzat en combat. Quan a l'edat de pedra els humans van prendre primer un tros de pedra foguera per esmolar una llança, va ser el primer exemple d'investigació tecnològica aplicada per millorar l'arma.
Des de llavors, els avenços de les societats humanes i el de les armes ha estat irremeiablement vinculats. Les armes de pedra van donar pas a les de l'edat del bronze, i més tard a les de l'edat del ferro. Amb cada canvi tecnològic es va donar un cert augment tangible en la capacitat militar, tal com una major eficàcia en penetrar les armadures de cuir, o una millora de densitat dels materials utilitzats en la fabricació d'armes.
Pel que fa a la guerra terrestre el primer avanç tecnològic molt important va ser el desenvolupament de les armes de projectil, i en particular de la fona. El següent avenç significatiu va arribar amb la domesticació del cavall i el domini de l'equitació.

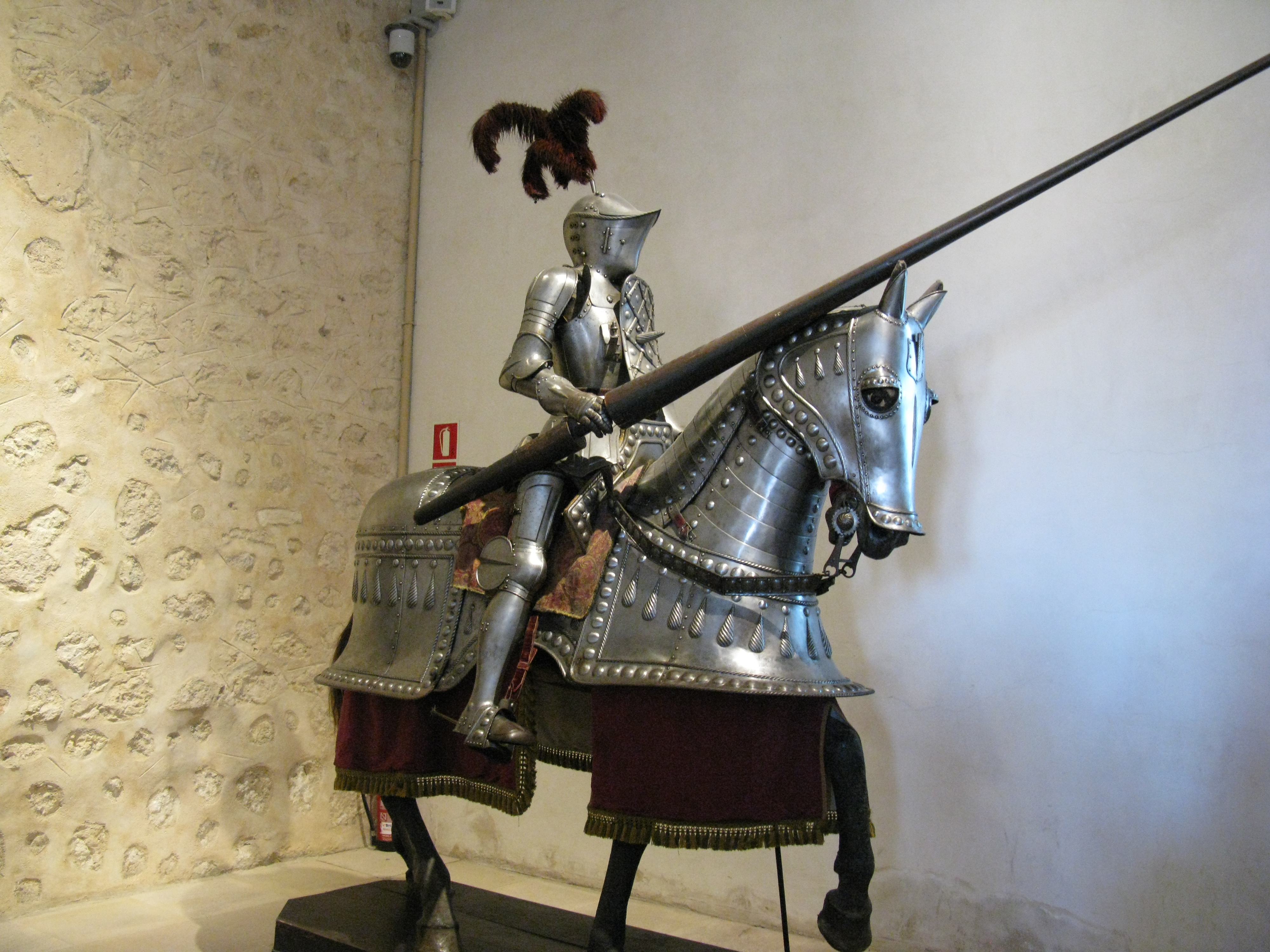
Cavaller a cavall, amb armadura. Les armadures i la cavalleria varen dominar els camps de batalla fins a la invenció de les armes de foc.

Possiblement el més gran invent que no només va afectar els militars, sinó a tota la societat, després de l'adopció de foc, va ser el de la roda, i la seva utilització en la construcció del carro. No hi va haver avenços en la tecnologia militar, des de la simple acció del braç mecànic d'un foner, fins al desenvolupament de la màquina de setge, pels grecs, egipcis, romans, perses, o xinesos. L'arc es va fabricar en versions cada vegada més grans i potents per augmentar tant l'abast de les armes com el rendiment de penetració d'armadures. Es van crear els poderosos arcs composts i/o recorbats i les ballestes de l'antiga Xina. Aquests van resultar particularment útils durant l'aparició de la cavalleria, encasellada en unes cada vegada més sofisticades armadures, dominant el camp de batalla.
Una mica abans a la Xina medieval, havia estat inventat el canó, i s'utilitza cada vegada més en el combat. L'ús de la pólvora en els primers morters de gerro a Europa i versions avançades de l'arc llarg i la ballesta, tots els quals tenien puntes de sageta amb el poder de perforar armadures, varen posar fi a la dominació del cavaller armat. Després de l'arc llarg, que requereix gran habilitat i força per usar-se, el següent avanç tecnològic més important va ser el mosquet, el que podia ser utilitzat amb eficàcia amb poc entrenament. Amb el temps, els successors dels mosquets i el canó, en forma de rifles i d'artilleria, es convertirien en el nucli de la tecnologia dels camp de batalla.
A mesura que la velocitat dels avenços tecnològics s'accelerà en aplicacions civils, també la guerra es va fer més industrialitzada. La nova invenció de la metralladora i del fusell de repetició va redefinir el concepte de potència de foc en el camp de batalla i, en part, explica les altes taxes de víctimes de la guerra civil americana. El següent avanç va ser la conversió dels parcs d'artilleria des de les armes d'avantcàrrega a armes de retrocàrrega, i en particular la gran mobilitat, sense retrocés, i fiabilitat, dels francesos soixante-Quinze, a les darreries del segle xix.
El desenvolupament de la retrocàrrega va tenir el seu major efecte sobre la guerra naval, ja que per primera vegada des de l'edat mitjana es va alterar la forma en què les armes es muntaven als vaixells i, per tant, canviaren les tàctiques navals, atesa la menor dependència de les veles amb la invenció de la combustió interna. Un altre avanç en la tecnologia naval militar va ser el disseny del submarí i la seva arma, el torpede.
Els carros de combat principals i altres equips pesants com ara els AFV, avions de guerra i vaixells són característics de les forces militars organitzades.
Durant la Primera Guerra Mundial la necessitat de trencar l'estancament de les trinxeres va provocar el ràpid desenvolupament de moltes noves tecnologies, en particular dels tancs i de l'aviació militar. L'aviació va ser àmpliament utilitzada, i en particular els bombarders durant la Segona Guerra Mundial, que va marcar el període més frenètic de desenvolupament d'armes de la història. Molts nous dissenys i conceptes van ser utilitzats en combat, i totes les tecnologies existents es van millorar significativament entre 1939 i 1945.
Durant la guerra es van fer avenços significatius en comunicació militar a través de l'ús de la ràdio, en intel·ligència militar mitjançant l'ús del radar, i en medicina militar mitjançant l'ús de penicil·lina, mentre que a l'aire es van observar per primera vegada míssils, avions de reacció i helicòpters. Potser la més famosa de totes les tecnologies militars va ser la creació de la bomba atòmica, encara que els efectes de la radiació romangueren desconeguts fins a la dècada de 1950. El molt elevat ús de vehicles militars finalment va eliminar la cavalleria de l'estructura de l'exèrcit.

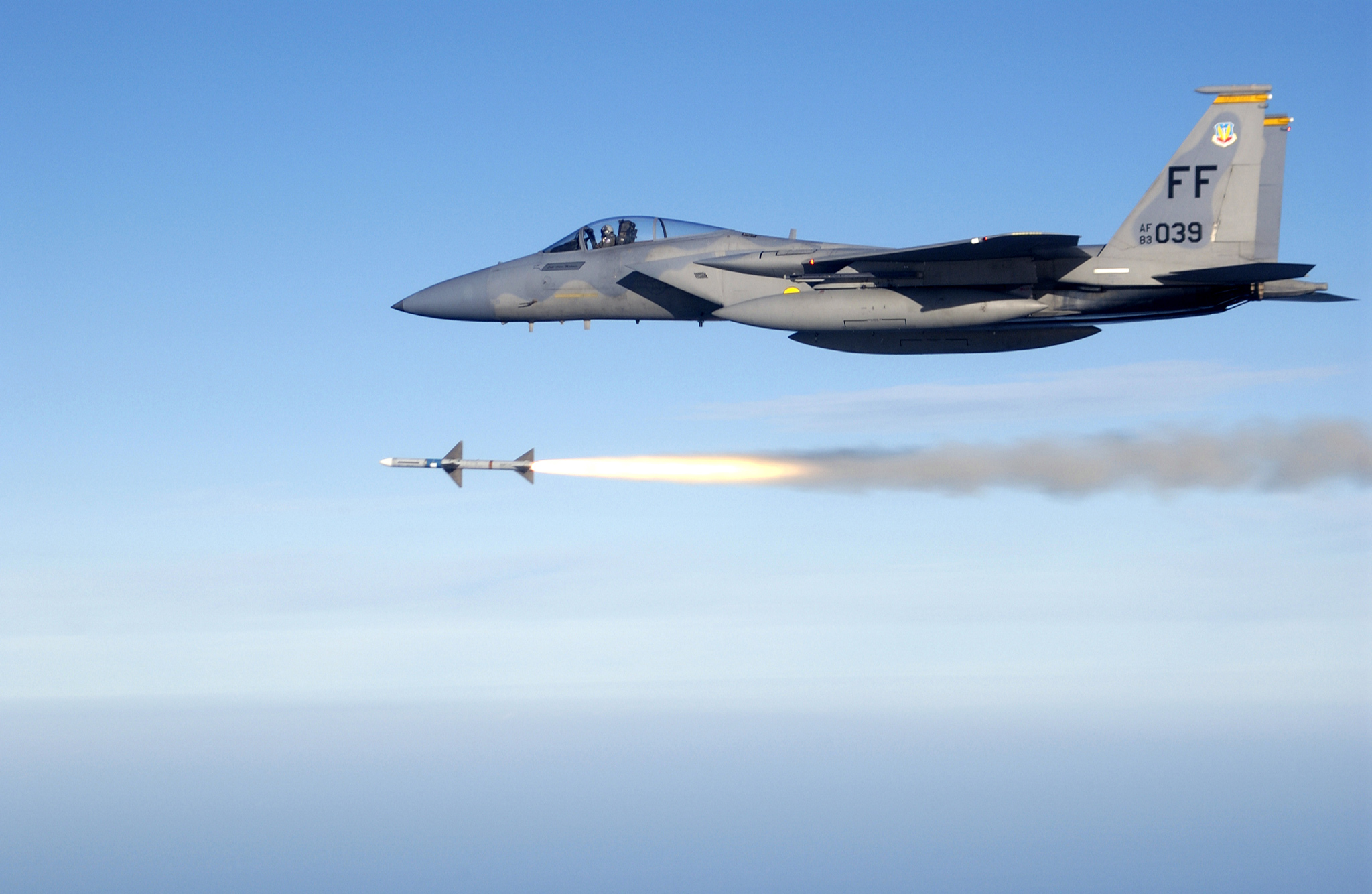
Un míssil aire aire AIM-7 Sparrow de mig abast, llençat des d'un F-15 Eagle

Després de la Segona Guerra Mundial, amb l'inici de la Guerra Freda, el constant desenvolupament tecnològic de noves armes va ser institucionalitzat, amb diversos estats compromesos en una constant carrera armamentista en el desenvolupament de capacitats per la guerra. Aquest constant estat de desenvolupament d'armes continua actualment, i sempre roman una sagnia constant pels recursos nacionals, en part degut a l'anomenat complex militar i industrial.
Els avenços tecnològics més importants que van influir en el combat han estat els míssils guiats que són utilitzats per tots els serveis. Més recentment, la tecnologia de la informació i el seu ús en la vigilància, inclosos els sistemes de reconeixement basats en l'espai, han exercit un paper cada vegada més gran en les operacions militars.
L'impacte de la guerra de la informació, que se centra a atacar els sistemes de comunicacions de comandament i bases militars s'ha unit al nou desenvolupament en la tecnologia militar, en l'ús de sistemes robòtics en el combat d'intel·ligència, tant en aplicacions de maquinari i programari.
Recentment, també hi ha hagut un enfocament particular cap a l'ús de combustibles renovables per fer funcionar vehicles militars. A diferència dels combustibles fòssils, els combustibles renovables es poden produir en qualsevol país, cosa que és un avantatge estratègic. L'exèrcit dels EUA ja s'ha compromès que el 50% del seu consum d'energia provingui de fonts alternatives.
Els MIRV, els MBI i la Bomba Tsar es consideren les armes més destructives mai inventades.

## Militars i combat

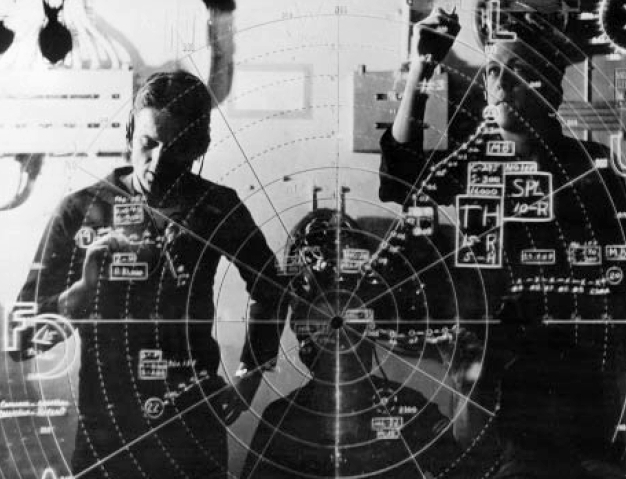
La sala de comandament del portaavions estatunidenc USS Randolph durant la Crisi de Suez, el 1956.

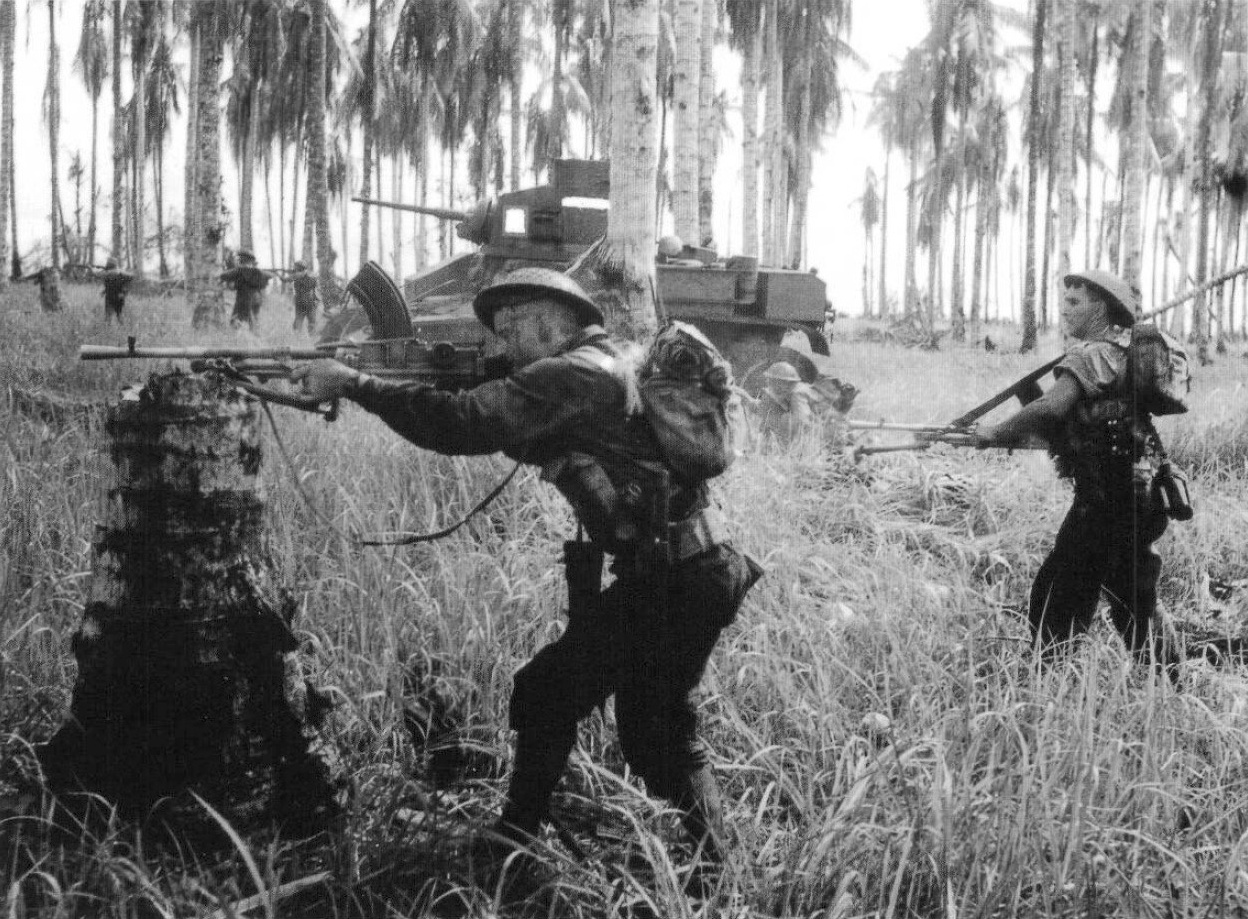
Soldats australians en combat contra els japonesos, a Papua Nova Guinea, el 1943.

La raó principal de l'existència de les forces armades és la de participar en combats, en cas que això sigui requerit per la política de defensa nacional. Això representa un objectiu organitzatiu per qualsevol militar, i l'objectiu principal per a l'exèrcit segons mostra la història militar.
El xou de la força militar ha estat un terme que es refereix a la projecció de la força militar, quant a les unitats com regiments, o canoneres desplegats en un determinat teatre d'operacions, o com un agregat d'aquestes forces. A la Guerra del Golf el Comandament Central dels Estats Units controlava forces militars (unitats) de cadascuna de les quatre branques militars dels Estats Units. Com la victòria és aconseguida, i de quina forma s'assumeix, és quelcom estudiat per la majoria, si no tots els grups militars, en tres nivells.

### Victòria estratègica
L'estratègia militar és la gestió de les forces durant les guerres i campanyes militars feta per un comandant en cap i fent servir nombroses forces militars ja siguin nacionals o aliades, com un tot, o els elements que componen les armades, exèrcit i forces aèries amb grups d'exèrcit, flotes navals, i grans nombres d'avions. L'estratègia militar és una projecció a llarg termini de la política dels bel·ligerants amb una visió àmplia de les implicacions del resultat, incloent les preocupacions dels comandaments militars. L'estratègia militar està més preocupada pel subministrament de la guerra i la planificació i gestió de les forces sobre el terreny i del combat entre elles. L'abast de la planificació militar estratègica pot ser de setmanes, però més sovint mesos o fins i tot anys.
Victòria operativaLa mobilitat operacional és, dins de la guerra armada i la doctrina militar, el nivell de comandament que coordina els detalls minuciosos de tàctiques amb els objectius generals de l'estratègia. Un sinònim comú és l'«art operatiu». El nivell operatiu està en una escala més gran que aquell en el qual la línia de visió i l'hora del dia són importants, i menor que el punt de vista estratègic, on la producció i la política són consideracions a tenir en compte. Les formacions són de nivell operatiu, si són capaces de fer operacions per compte propi, i són de mida suficient per a ser manejades directament o tenen un impacte significatiu en el nivell estratègic. Aquest concepte va ser iniciat per l'exèrcit alemany abans i durant la Segona Guerra Mundial. En aquest nivell la planificació i la durada de les activitats pren d'una setmana a un mes, i s'executen per exèrcits de camp i cossos d'exèrcit i els seus equivalents a l'armada i l'exèrcit de l'aire.

### Victòria tàctica
la tàctica militar s'ocupa dels mètodes per entaular combat i derrotar un enemic en combat directe. Les tàctiques militars solen ser utilitzades per les unitats durant hores o dies, i se centren en els les més específiques tasques i objectius de proximitat d'escamots, companyies, batallons, regiments, brigades i divisions i els seus equivalents naval i de l'aire.
Una de les publicacions de tema militar més antigues és L'art de la guerra del filòsof xinès Sunzi. Escrit al segle vi aC, el llibre de 13 capítols està pensat com a instrucció militar i no com a teoria militar, però ha tingut una enorme influència en la doctrina militar de l'Àsia, i des de finals del segle xix, en la planificació militar dels estats europeus i dels Estats Units. S'ha utilitzat per formular tàctiques de negoci, i fins i tot es pot aplicar en l'àmbit social i polític.

Formació tàctica i de batalla macedònia

Els grecs clàssics i els romans van escriure prolíficament sobre campanyes militars. Entre les més conegudes obres romanes hi ha els escrits de Juli Cèsar sobre la Guerra de les Gàl·lies i la segona guerra civil romana - escrites al voltant del 50 aC.
A les darreries del període romà es van escriure també dues grans obres sobre tàctica militar: Taktike Theoria per Elià Tàctic i De Re Militari ("Sobre els afers militars") per Vegetius. Taktike Theoria examinava les tàctiques militars gregues, i fou molt influent en el món romà d'Orient durant l'edat d'or de l'islam.
De Re Militari va crear les bases de la tàctica militar europea fins a les darreries del segle xvii. Potser la seva màxima més coneguda és Igitur qui desiderat pacem, praeparet bellum (qui desitgi pau s'ha de preparar per a la guerra).
A causa de la naturalesa canviant del combat amb la introducció de l'artilleria a l'edat mitjana europea, i de les armes de foc per la infanteria al Renaixement, es van fer intents per definir i identificar aquelles estratègies i tàctiques que produirien la victòria més sovint que no pas el que aconseguien els romans en l'oració als déus abans de la batalla.

Posteriorment això es va conèixer com a ciència militar, i més tard adoptaria un acostament a la conducció de les operacions militars seguint el mètode científic, sota la influència del pensament de la Revolució Industrial. En el seu llibre De la guerra el general prussià i gran expert en estratègia militar moderna Carl von Clausewitz definí l'estratègia militar com a «l'ús de les batalles per guanyar el final de la guerra». Segons Clausewitz 

l'estratègia constitueix el pla de la guerra, i per això es vincula a la sèrie d'actes que han de conduir a la decisió final, és a dir, fa els plans per a les campanyes separades i regula els combats que s'han de lliurar a cadascuna.

 Per tant, Clausewitz situava objectius polítics per sobre dels objectius militars, cosa que garanteix el control civil dels militars. L'estratègia militar era una d'un triumvirat d'"arts" o "ciències" que regeixen la conducció de la guerra, les altres són: la tàctica militar, l'execució de plans i la maniobra de les forces en batalla i el manteniment de l'exèrcit.
El sentit de la tàctica militar ha canviat amb el temps des de la implementació i maniobres de grans exèrcits de terra en els camps de batalla antics, i les flotes de galeres, amb l'ús modern de la petita unitat emboscada, encerclaments, bombes i els atacs de bombardeig, assalts frontals, assalts aeris, tàctiques de hit-and-run utilitzades principalment per les forces de guerrilla i, en alguns casos, atacs suïcides per terra i mar. L'evolució de la guerra aèria va presentar la seva pròpia tàctica de combat. Sovint, els enganys, en forma de camuflatge militar o de dirigir malament amb trampes, s'utilitza com una tàctica per confondre l'enemic.
Un més important desenvolupament de les tàctiques d'infanteria va venir amb l'augment de l'ús de la guerra de trinxeres als segles xix i xx. Això s'emprà principalment a la Primera Guerra Mundial en la campanya de Gal·lípoli i al Front Occidental. La guerra de trinxeres sovint acabava en un punt mort, només trencada per una gran pèrdua de vides, perquè per tal d'atacar un enemic atrinxerament els soldats havien de córrer a través d'una exposada "terra de ningú" sota intens foc d'un enemic atrinxerat.

## La societat i els militars
La relació entre els militars i la societat a la qual serveixen és complicada i depèn fortament de la pròpia societat i si es considera que els militars tan importants com, per exemple, en temps de guerra o amenaça, o una despesa de defensa en temps de pau. Aquestes relacions es veuen des de la perspectiva de les relacions politicomilitars, el complex militar-industrial i la relació sociomilitar. L'última es pot dividir entre els segments de la societat que ofereixen suport per als militars o els que s'oposa als militars, la inclusió, voluntària o involuntària, de civils en les forces militars, les poblacions dels civils en una zona de combat i, per descomptat, la pròpia percepció que tenen els militars de si mateixos.

### Militarisme i antimilitarisme

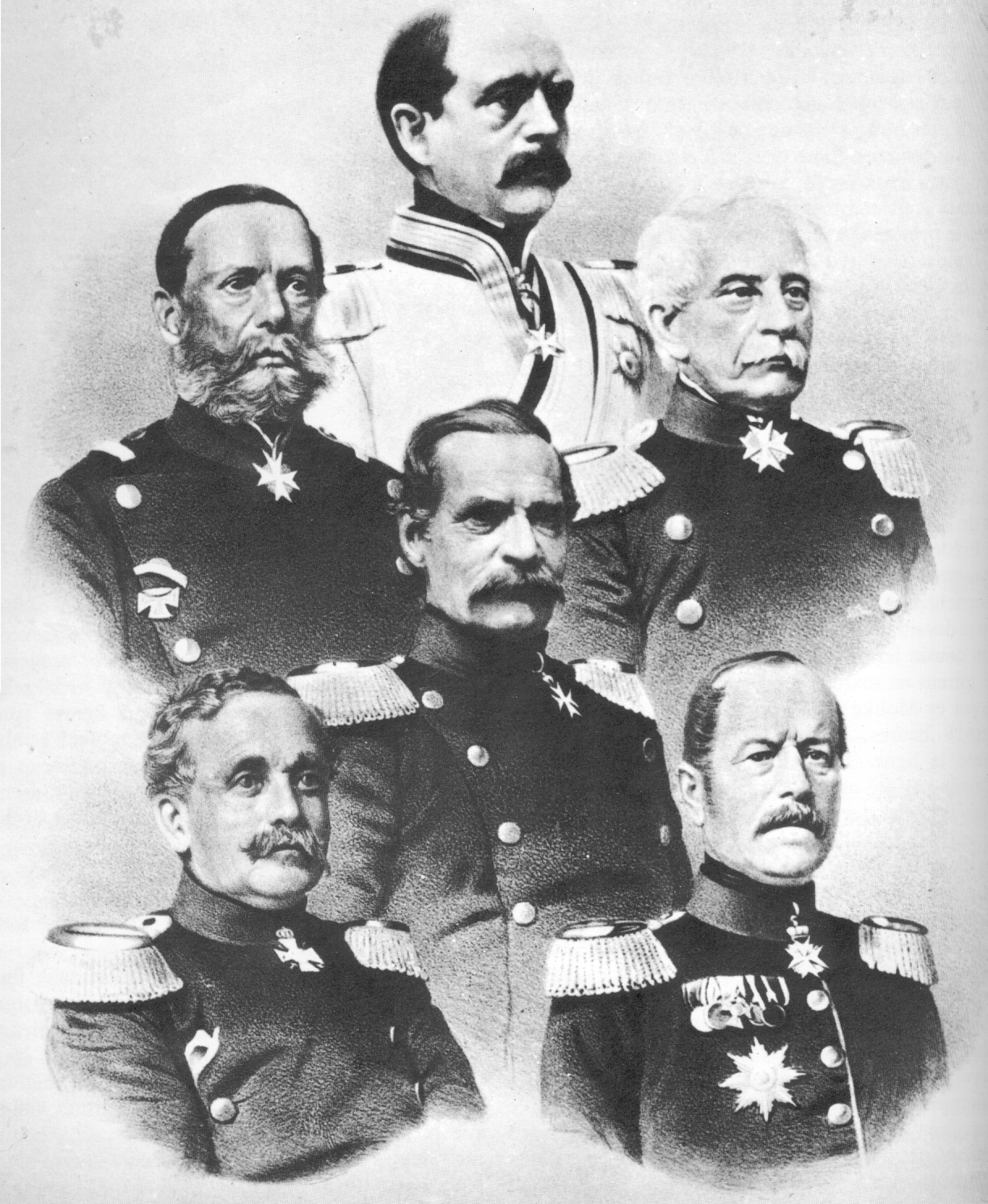
Generals prussians a Sadowa (1866): Bismark, general Vogel von Falkenstein, general von Steinmetz, von Roon, general von Fliess i general Herwarth von Bittenfeld.

El militarisme és una ideologia segons la qual la força militar és la font de tota la seguretat. En la seva forma més lleu es postula, sovint, amb arguments molt variats, per tal de justificar la preparació militar d'una societat, tots ells tendeixen a assumir que la «pau mitjançant la força» és la millor o única forma d'aconseguir-la. La línia mestra de la seva política es pot resumir amb l'aforisme llatí «Si vis pacem, para bellum» («si vols pau, preparat per a la guerra»).
El militarisme tendeix a ser definit en oposició directa als moviments per la pau dels temps moderns. Històricament, el terme s'emprà fent referència a estats específics implicats en l'imperialisme, com per exemple: Esparta, l'Imperi Japonès, l'Imperi Britànic, l'alemany i l'Alemanya nazi, el Primer Imperi Francès, el Nou Imperi Romà de Mussolini, etc. actualment el terme «militarista» és aplicat, d'una forma un xic informal,als poders anglosaxons liderats pels Estats Units, (junt el Regne Unit i Austràlia), i a altres com ara la Xina, França, Israel, Corea del Nord, l'Iran o Síria.
Un aspecte del militarisme és l'ascens d'un petit grup d'oficials militars a la cúspide del poder de l'estat que defenen. Tanmateix, tot i que molts estats militaristes són dictadures militars, el militarisme no és sinònim de règim dictatorial o autoritarisme. La democràcia liberal i el militarisme no són termes mútuament excloents.
L'antimilitarisme és la ideologia que s'oposa tota forma de forces armades i altres formes de l'exercici de la violència o planificació de l'agressió per part de l'Estat, considerant-les com a instruments d'opressió, i principalment contra l'exèrcit. Tot pretenent formar estructures basades en la participació, suport mutu i diàleg entre les persones i societats, considerant que d'altra manera és impossible arribar a obtenir una pau duradora.

### Forces Armades

Sense forces armades
Servei militar voluntari
Servei militar obligatori en l'actualitat però en previsió de ser abolit
Servei militar obligatori
Sense dades

Les forces armades són el conjunt d'exèrcits de terra, mar i aire d'un estat o d'una organització suprastatal. Les forces armades poden ser organitzades com forces permanents (o un exèrcit regular), la qual cosa descriu a un exèrcit professional l'única professió del qual és la de preparar-se i entrar en combat. En contrast existeix l'exèrcit civil, el qual és únicament mobilitzat a mesura que l'hi requereix. El seu avantatge jeu en el seu cost reduït per a la societat, com a desavantatge hi rau el fet que les tropes estan menys preparades. Així mateix existeix el punt mitjà entre ambdós sistemes: un quadre de dirigents compost per suboficials professionals i oficials que actuen com un esquelet per a una força en gran escala. En temps de guerra aquest esquelet és completat amb reclutes i reservistes, qui conformen la unitat de temps de guerra.

#### Servei Militar
Com a servei militar es defineix la prestació de serveis en un exèrcit o organització militar, tant com a resultat d'haver-ho triat com a treball (servei militar professional), d'haver-s'hi apuntat espontàniament (servei militar voluntari) o d'un reclutament forçós (servei militar obligatori).